# 펄스데이
펄스데이(Pearl’s Day)는 대한민국의 모던 록 밴드이다.
2004년 브로큰 펄(Broken Pearl)이라는 이름으로 EP 앨범을 발매하고 활동하다가 2006년 첫 정규 앨범을 발표하면서 밴드 이름이 현재의 펄스데이로 바뀌었다. 휴식기 상태로 2014년부터는 밴드 활동은 하고 있지 않으며, 보컬 손수아는 2014년 11월 솔로 EP 앨범을 발매하였다.

## 구성원
- 손수아 - 보컬
- 권현우 - 기타
- 이진원(스페이스 보이) - 베이스 기타
- 이승덕 - 드럼

### 이전 구성원
- 김성헌 - 드럼
- 뎁 - 보컬
- 김소담 - 베이스 기타

## 음반

### 정규 앨범
- 2006년 1집 《1st Birthday》

### 비정규 앨범
- 2004년 9월 EP 《Broken Pearl》
- 2007년 8월 싱글 《나루토 4기 O.S.T (투니버스)》
- 2010년 6월 미니앨범 《1.5 Digital Mini Album》
- 2010년 10월 싱글 《괜찮아, 괜찮아, 괜찮아》
- 2013년 5월 EP 《Blind Letter》

### 참여 앨범
- 2005년 8월 컴필레이션 《Way Out Vol 1》 - 3곡 수록
- 2007년 1월 O.S.T 《달자의 봄 O.S.T》 - 〈To you of mine〉 수록
- 2008년 5월 O.S.T 《강적들 O.S.T》 - 〈To The Sky〉 수록
- 2010년 5월 컴필레이션 《사생결단 Music 옆차기》 - 3곡 수록